# Brzegi (powiat tatrzański)

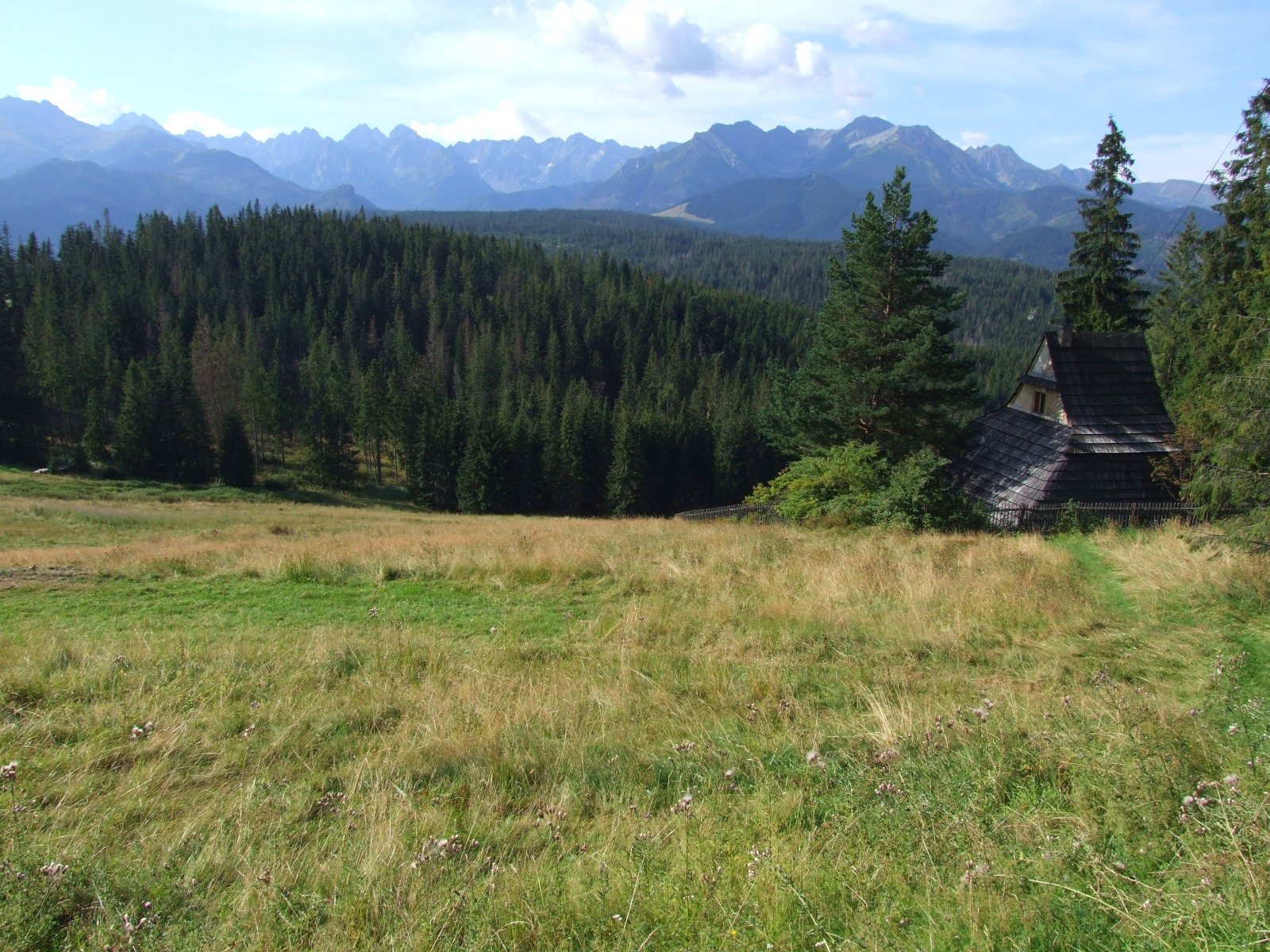
Widok na Tatry z należącej do Brzegów Głodówki

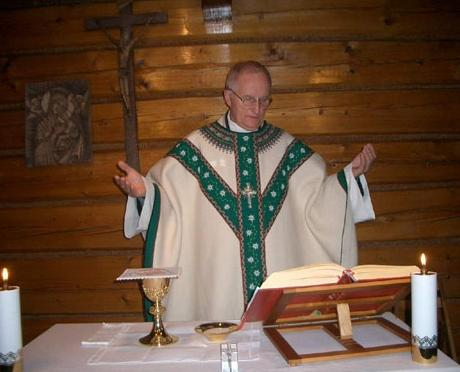
O. Jan Mikrut CSsR odprawiający Mszę Świętą w kaplicy na Ryniasie, sierpień 2010

Brzegi – wieś w Polsce, położona w województwie małopolskim, w powiecie tatrzańskim, w gminie Bukowina Tatrzańska, granicząca ze Słowacją.
Według danych z 31 grudnia 2012 r. sołectwo Brzegi miało 769 stałych mieszkańców.
W latach 1975–1998 miejscowość administracyjnie należała do województwa nowosądeckiego.

## Położenie
Znajduje się w otulinie Tatrzańskiego Parku Narodowego, na wschodnich i zachodnich stokach Brzegowskiego Działu – grzbietu odbiegającego w północnym kierunku od Tatr, ale należącego do Pogórza Bukowińskiego. Nad miejscowością wznosi się najwyższy szczyt tego pogórza – Cyrhla nad Białką (1155 m). Miejscowość położona jest w dolinach potoków spływających z tego grzbietu do Białki: Ryniasowego Potoku, Zawiersiańskiego Potoku, Brzegowskiego Potoku, Kozinieckiego Potoku. Zachodnimi stokami Brzegowskiego Działu biegnie szosa z Bukowiny Tatrzańskiej do Łysej Polany. Znajduje się tutaj bardzo widokowa polana Głodówka, z której roztacza się panorama obejmująca całe Tatry. Ze znajdujących się na wschodnich stokach zabudowań wioski zobaczyć można panoramę obejmującą m.in. Rysy, Gerlach, Murań, Szeroką Jaworzyńską, Mięguszowieckie Szczyty, czy Wołoszyn.

## Integralne części wsi
| SIMC    | Nazwa           | Rodzaj     |
| ------- | --------------- | ---------- |
| 0418395 | Kucówka         | część wsi  |
| 1052654 | Polana-Głodówka | przysiółek |
| 1052660 | Przygórze       | część wsi  |
| 0418461 | Rynias          | przysiółek |

## Opis miejscowości
Wieś powstała w 1625 r. na prawie wołoskim, chociaż wzmiankowana jest już pod koniec XVI wieku. 
12 sierpnia 1698 r. król August II nadał we wsi Brzegi (...) Wojciechowi i Błażejowi Bigosom polany, zwane Wierzch Poroniec, graniczący z pastwiskami sołtysów Białodunajeckich i Nowobilskich.
W latach 1975–1998 należała administracyjnie do województwa nowosądeckiego. Dojazd do Brzegów jest możliwy z dwóch stron: od Bukowiny Tatrzańskiej i od strony Jurgowa.
Kościołem parafialnym wsi jest świątynia pw. Świętego Antoniego Padewskiego z 1950 roku, którą opiekują się werbiści. Na wzgórzu Rynias znajduje się dom rekolekcyjny Scala, którego nazwa pochodzi od miejsca we Włoszech koło Neapolu, w którym założyciel redemptorystów św. Alfons Liguori podjął decyzję o założeniu nowego zgromadzenia zakonnego. Jest tam również kaplica Matki Bożej z Gór, której, jak i ośrodka opiekunem był przez wiele lat o. Jan Mikrut CSsR (w latach 1993–2003 posługujący w Radiu Maryja).
We wsi znajduje się remiza Ochotniczej Straży Pożarnej i Szkoła Podstawowa im. hrabiego Władysława Zamoyskiego, w której w okresie wakacji funkcjonuje schronisko młodzieżowe PTTK.
W okresie zimowym w Brzegach działa pięć wyciągów narciarskich. Na północnych zboczach Głodówki śnieg utrzymuje się przeważnie do końca kwietnia.
W Brzegach odbywa się w ciągu roku kilka imprez o charakterze ludowo-regionalnym (m.in. gminny festyn „U zbiegu trzech kultur – Lindada”). Mieszkańcy silnie kultywują tradycję i folklor góralski. Spora część kobiet brzeżańskich słynie z hafciarstwa ściegowego. We wsi można spotkać jeszcze stylowe drewniane chałupy utrzymane w starym góralskim stylu oraz przydrożne kapliczki.

## Wizyta kardynała Karola Wojtyły
1 listopada 1976 roku krakowski metropolita Karol Wojtyła (późniejszy papież Jan Paweł II) spotkał się na polanie Rynias z ks. Franciszkiem Blachnickim – założycielem Ruchu Światło-Życie i wygłosił tam homilię podczas Mszy Świętej. Spotkanie odbyło się w związku z poświęceniem domu rekolekcyjnego i kaplicy stworzonej przez ks. Blachnickiego. Od tamtego czasu na polanie odbywają się rekolekcje dla młodzieży, dorosłych i wiele innych.